# Đèo Khau Phạ
Đèo Khau Phạ hay đèo Cao Phạ là đèo trên quốc lộ 32 ở vùng đất xã Tú Lệ, tỉnh Lào Cai .
Đèo Khau Phạ là đèo hiểm trở và dài nhất trên tuyến quốc lộ 32 với độ dài trên 30 km . Đèo Khau Phạ đi qua nhiều địa danh nổi tiếng như La Pán Tẩn, Mù Cang Chải, Tú Lệ, Chế Cu Nha, Nậm Có v.v. ở độ cao từ 1.200m đến 1.500m so với mực nước biển.

## Tên gọi
Do đèo thường mịt mù sương phủ và đỉnh đèo núi như nhô lên trên biển mây, trong tiếng dân tộc Thái, Khau Phạ có nghĩa là Sừng Trời (chiếc sừng núi nhô lên tận trời), hay đôi khi còn được hiểu là Cổng Trời.

## Đặc điểm
Đèo Khau Phạ là một trong những cung đường đèo quanh co và dốc đứng thuộc hàng bậc nhất Việt Nam vượt qua đỉnh núi Khau Phạ, ngọn núi cao nhất vùng Mù Cang Chải. Đèo Khau Phạ có điểm khởi đầu là đoạn cắt quốc lộ 32 với quốc lộ 279 liền mạch liên tiếp với đèo Chấu phía trước nó và đèo Vách Kim phía sau trên đường 32. Từ thành phố Yên Bái cũ, ngược theo quốc lộ 32 chừng 5 giờ đồng hồ, qua xã Tú Lệ, đèo Khau Phạ xã Mù Cang Chải hiện ra giữa một vùng cao nguyên được bao quanh bởi những dãy núi điệp trùng. Những cung đường đèo quanh co giữa những cánh rừng già còn mang đậm nét nguyên sơ và những triền ruộng bậc thang của các dân tộc H'Mông, Thái.

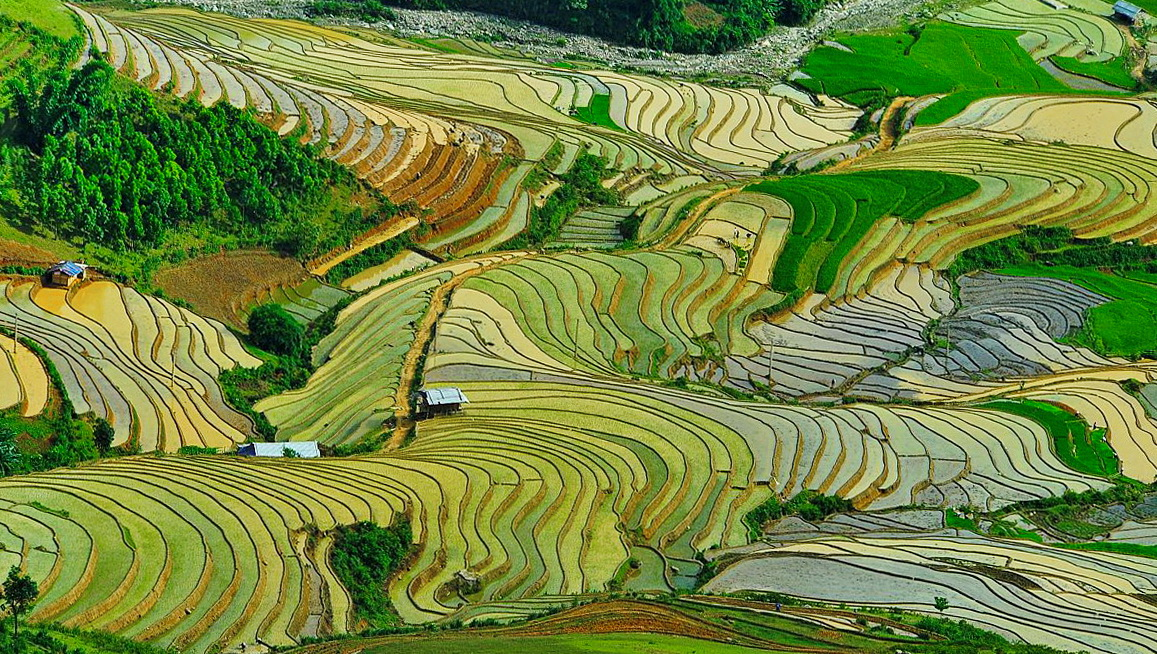
Ruộng bậc thang Mù Cang Chải bên Đèo Khau Phạ, giữa Cao Phạ và Púng Luông, mùa nước đổ

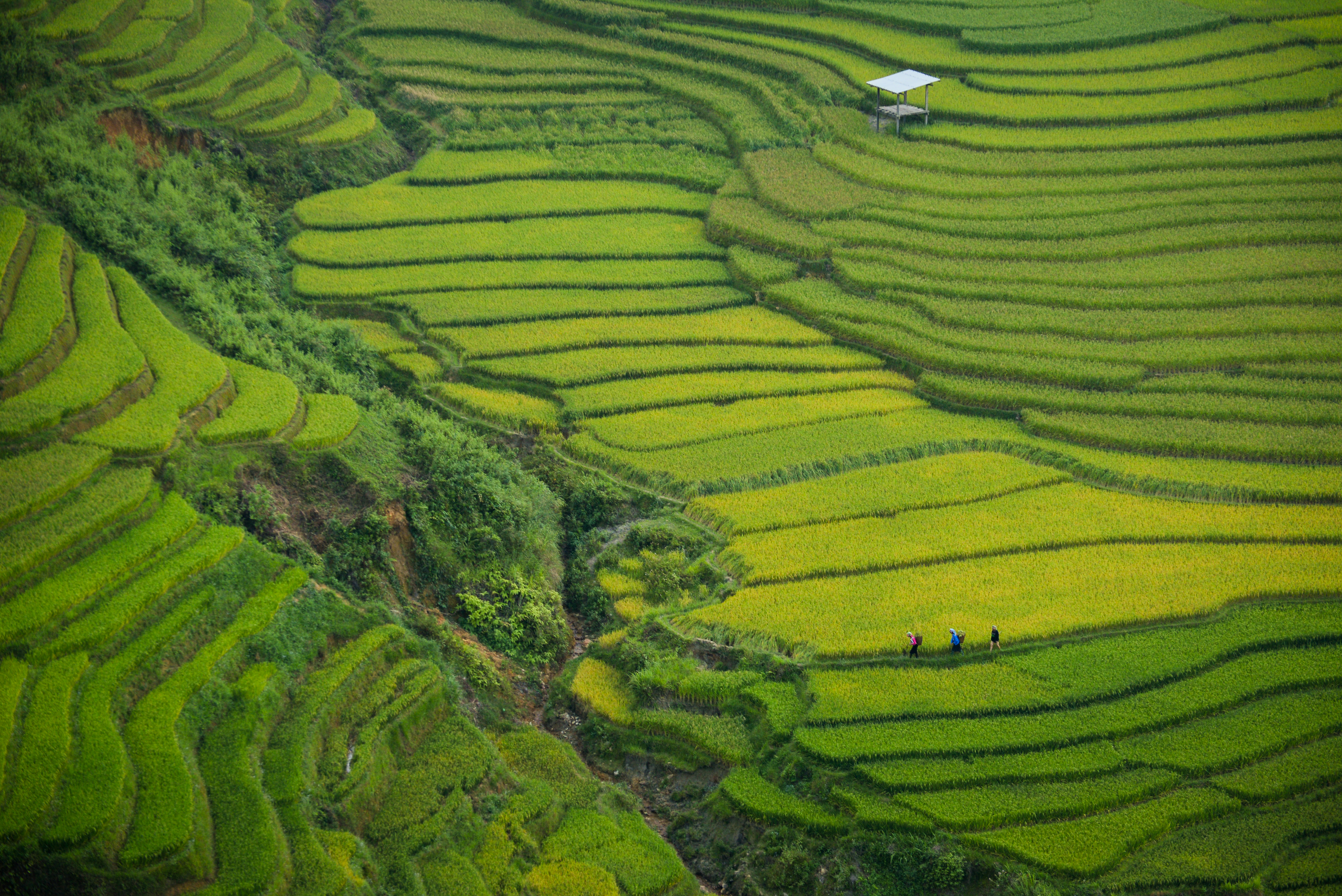
Bên Đèo Khau Phạ

Khau Phạ đẹp nhất vào mùa lúa, tầm tháng 9 tháng 10, khi lúa trên chân ruộng bậc thang chín vàng nương. Đây cũng là thời điểm mà nhiều khách du lịch mạo hiểm chinh phục đèo để ngoạn cảnh. Những cánh rừng già tại Khau Phạ còn lưu giữ được nhiều loại động thực vật quý hiếm như thông dầu, chò chỉ và các loại chim muông, thú quý hiếm khác.
Vượt qua vùng đèo heo hút gió và mịt mùng sương phủ, lên cao gần năm chục kilômet nữa mới thấy thị trấn Mù Căng Chải. Từ thị trấn Mù Cang Chải đi tiếp chừng 40 kilômet đường núi nữa là sang đất Than Uyên (Lai Châu), hoặc theo chân những cô gái H'Mông đi ít nhất thêm chục kilômet nữa mới tìm đến được những bản làng người H'Mông sinh sống.
Đường đèo Khau Phạ có đến hai phần ba là đường cấp phối, gập ghềnh đá sỏi, chỉ đoạn đi qua Tú Lệ mới được làm đẹp hơn đôi chút. Trong suốt chiều dài của đèo có đến vài chục đoạn cua gấp khúc tay áo. Vào những ngày mây mù, đèo đặc biệt nguy hiểm cho cánh lái xe vì con đèo không có rào chắn hay bất cứ biển cảnh báo nào. Cung đường đèo đã xuống cấp nhiều vì không được sửa chữa thường xuyên, dễ dàng bị sạt lở, sụt lún vì nằm trong vùng đất đỏ bazan, hệ đất yếu. Thêm vào đó là sự nguy hiểm rình rập thường xuyên với những tảng đá từ trên núi cao có thể rơi xuống bất cứ lúc nào. Ít có xe tải lớn qua lại trên con đường này vì độ dốc của đèo khiến cho quãng thời gian đi lại trở nên quá dài.

## Khí hậu
Nằm ở độ cao trên 1.200 mét so với mực nước biển, thời tiết ở Khau Phạ mát mẻ quanh năm như cao nguyên Đà Lạt tuy nhiên nền nhiệt độ ở mức thấp hơn rất nhiều do nằm ở phía bắc trong vùng cận nhiệt đới, một ngày có tới 4 mùa: Xuân, Hạ, Thu, Đông. Khau Phạ thường xuyên mịt mù mây phủ và có năm trời quá lạnh, băng tuyết phủ kín trên đỉnh đèo.

## Chứng tích lịch sử
Trước năm 1945, đội du kích Khau Phạ đã lợi dụng địa hình và nương theo mây gió đánh giặc trên đèo, "xuất quỷ nhập thần" liên tục đánh chặn các cuộc hành quân của Pháp từ Nghĩa Lộ đi Lai Châu, Lào Cai và ngược lại bằng súng kíp hoặc bẫy đá, khiến quân Pháp hãi hùng kiêng nể gọi là "những chiến binh mây mù". Hiện nay, Yên Bái đang làm hồ sơ di tích, dựng đài bia tưởng niệm "Đội du kích Khau Phạ" trên đỉnh đèo.
Người H'Mông coi đèo Khau Phạ là nơi linh thiêng có thể than thấu lòng trời, nên mỗi khi gặp chuyện chẳng lành, mùa màng thất bát, họ lại kéo nhau tới Khau Phạ để khấn Giàng.

## Chỉ dẫn
- Cần phân biệt với Đèo Cao Pha trên quốc lộ 279D ở xã Chiềng Xôm thành phố Sơn La tỉnh Sơn La.